# Repparfjorden
Repparfjorden (nordsamiska: Riehppovuotna) är en fjord i Hammerfests kommun i Troms og Finnmark fylke i norra Norge. Fjorden ligger sydost om Kvaløya vid Kvalsundet och samhället  Kvalsund (Ráhkkerávju). 
Fjorden börjar vid Repparfjordelvens utlopp och sträcker sig 13 kilometer åt nordväst. Den är upp till 127 meter djup och den djupaste punkten ligger strax innanför mynningen.
Den norska regeringen har, trots stora protester, givit den planerade koppargruvan i Nussir tillstånd att deponera upp till 2 000 000 ton  gruvavfall om året på ett åtta kvadratkilometer stort område på botten av fjorden.